# Hongarije op het Eurovisiesongfestival 2011

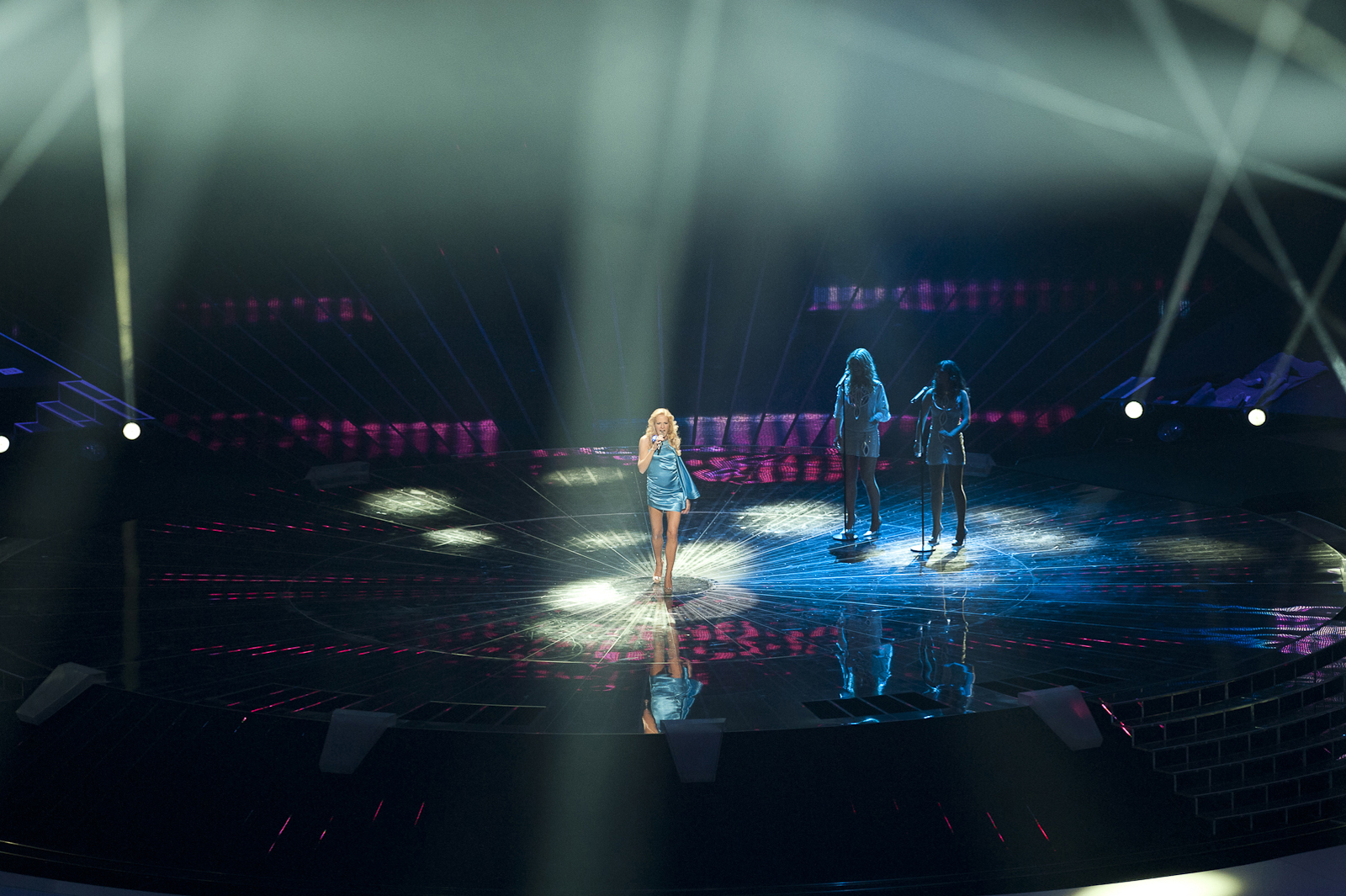
Kati Wolf op het podium in Düsseldorf.

Hongarije nam deel aan het Eurovisiesongfestival 2011 in Düsseldorf, Duitsland. Het was  de 10de deelname van het land op het Eurovisiesongfestival. MTV was verantwoordelijk voor de Hongaarse bijdrage voor de editie van 2011.

## Selectieprocedure
Op 27 december 2010 gaf de Hongaarse nationale omroep te kennen te zullen deelnemen aan de volgende editie van het Eurovisiesongfestival. Aanvankelijk had de nationale omroep nochtans laten weten niet te zullen terugkeren op het festival, daar ze de financiën voor een nieuwe deelnamen niet op orde kreeg. Er werd wel een aanvraag ingediend voor deelname, maar de omroep kon zich tot 27 december kosteloos terugtrekken uit het festival. Pas op de laatste dag van de inschrijvingen bevestigde MTV haar deelname.
MTV koos voor een interne selectie. Er werd een intern comité samengesteld dat koos voor Kati Wolf met het nummer What about my dreams?, dat deels zou vertolkt worden in het Engels en deels in het Hongaars.

## In Düsseldorf
In Düsseldorf trad Hongarije aan in de eerste halve finale, op 10 mei. Hongarije was als vijftiende van negentien landen aan de beurt, net na IJsland en voor Portugal. Bij het openen van de enveloppen bleek dat Kati Wolf zich had gekwalificeerd voor de finale. Na afloop van het festival zou blijken dat ze op de zevende plaats was geëindigd in de eerste halve finale, met 72 punten. In de finale trad Hongarije als vijfde van 25 deelnemers aan, na Litouwen en voor Ierland. Aan het einde van de puntentelling stond Kati Wolf op de 22ste plaats, met 53 punten. Dit resultaat was enigszins teleurstellend te noemen, aangezien Kati Wolf voor de start van het zesenvijftigste Eurovisiesongfestival als een van de topfavorieten voor de eindoverwinning naar voren werd geschoven. In de finale kreeg Hongarije wel van één land het maximum van twaalf punten, namelijk van Finland. Ook in de halve finale hadden de Finnen Kati Wolf al beloond voor haar prestatie met twaalf punten.